# Autoroute continentale Rabat - Casablanca
L'autoroute continentale Rabat - Casablanca est une autoroute du réseau autoroutier du Maroc reliant Rabat au niveau de la A5 et Casablanca au niveau de la A1 d'une longueur de 60 km, et elle est parallèle à la première route (littorale) à gauche. Le projet a été lancé pour soulager la pression sur la A1 et la N1. Il traverse la ville de Benslimane à proximité du Stade Hassan II et de l'aéroport de Benslimane. Elle est composée de trois voies dans chaque sens 2×3.

## Projet
La route était divisée en six parties : la première partie de l'autoroute A1 à Oued El Maleh, la deuxième partie de Oued El Maleh à Oued Nfifikh, la troisième partie de Oued Nfifikh à Oued Al Ghabbar, la quatrième partie de Oued Al Ghabbar à Oued Cherrat, et la cinquième partie de Oued Cherrat à Oued Iquem et la dernière partie de Wadi Iquem jusqu'à l'autoroute A5.

## Sorties
| Elément                   | Kilomètre | Itinéraire | Routes |
| ------------------------- | --------- | --- | ------ |
| Échangeur entre AC et A5  | km 0      | الــربـــــاط طـــنـــجــة وجــــــدة Rabat Tanger Oujda                                                                                  | A5     |
| C11                       | km 11     | الصخيرات الصـــبـــاح Skhirat sebbah | 4001   |
| C28                       | km 28     | بوزنــيقـة بن سلـيمـان Bouznika Benslimane                                                                                                | N23    |
| C38                       | km 38     | المـحـمـدية بن سـلـيمـان ملـعـب الحـسـن الثــانــي مطــــار بن ســلــيــمـان Mohammédia Benslimane Stade Hassan II Aéroport de Benslimane | 404    |
| C47                       | km 47     | الـفـضـــالات المـحمـديـة Fdalat Mohammédia                                                                                               | 3307   |
| C57                       | km 57     | المــحــمــدية سيدي حـجاج MohammédiaSidi Hajjaj                                                                                           | 310    |
| Échangeur entre AC, A1 et | km 60     | الدار البيضاء الجـديـدة آســـفــي مــراكــــش أڭـــاديـــر Casablanca El Jadida Safi Marrakech Agadir                                     | A1     |